# 2-я Финляндская стрелковая дивизия
2-я Финляндская стрелковая дивизия (до 8 мая 1915 года — 2-я Финляндская стрелковая бригада) — пехотное соединение в составе российской Императорской армии, принимавшее активное участие в Первой мировой войне.

## История
Образована 03.02.1903 года как 2-я Финляндская стрелковая бригада в составе 5-го, 6-го, 7-го и 8-го финляндских стрелковых полков, 2-х батальонного состава. Штаб бригады был расквартирован в г. Выборг. В 1904 году после упразднения Финляндского военного округа бригада вошла в состав образованного XXII армейского корпуса. 
20.12.1905 г. для бригады были назначены к формированию две вьючные пулеметные роты. 
22.12.1906 г. — пулеметные роты переформированы в пулеметные команды стрелковых полков бригады. 
29.07.1914 г. — 2-я Финляндская стрелковая бригада со 2-м Финляндским артиллерийским стрелковым дивизионом в составе XXII армейского корпуса отправлена на Северо-Западный фронт в район г. Варшавы.
31.08.1914 г. — корпус включен в состав 10-й армии. 
13.01.1915 г. — корпус направлен на Юго-Западный фронт в состав 8-й армии. 
С 08.05.1915 г. — 2-я Финляндская стрелковая дивизия. Стрелковые полки переформированы в 3-х батальонный состав. В состав дивизии включен 2-й Финляндский стрелковый артиллерийский дивизион. Дивизия выделена из XXII-го армейского корпуса и подчинена непосредственно 8-й армии.
С июля 1915 г. дивизия действует в составе V Кавказского армейского корпуса, в 10-й армии (Северо-Западный фронт). 
21.10.1915 г. — корпус направлен в состав 7-й армии. В ноябре 1915 года 7-я армия доукомплектовывается в Николаеве и Херсоне и в конце ноября 1915 года, прибыла на Юго-Западный фронт.
04.03.1916 г. — полки дивизии назначены к переформированию в 4-х батальонный состав. 
11.03.1916 г. — переформированная дивизия прикомандирована к формируемому на Юго-Западном фронте XLVI армейскому корпусу. 
К маю 1916 г. 2-я Финляндская стрелковая дивизия направлена в 11-ю армию. 
02.06.1916 г. — по прибытии управления XLVI армейского корпуса в 11-ю армию дивизия включена в его состав. 
В конце лета 1916 г. дивизия, с её артиллерией, выведена из состава корпуса и напрямую подчинена командованию 11-й армии (Юго-Западный фронт). 
С сентября 1916 г. дивизия прикомандирована к XXXII-му армейскому корпусу (11-я армия, Юго-Западный фронт).
23.10.1916 г. — во всех стрелковых полках дивизии приказано содержать по две 12-ти пулеметных команды. (ПШВГ1471)
30.11.1916 г. — для дивизии сформирована 2-я Финляндская стрелковая артиллерийская бригада из 2-го Финляндского стрелкового и вновь формируемого артиллерийских дивизионов.

## Начальники бригады и дивизии
- 1.07.1903-30.04.1907 гг. — генерал-майор Курганович, Константин Осипович
- 30.04.1907-19.06.1908 гг. — генерал-майор Леш, Леонид Вильгельмович
- 31.12.1910 — 03.07.1915 — генерал-майор (с 23.03.1915 генерал-лейтенант) фон Нотбек, Владимир Владимирович
- 21.08.1915 — 15.04.1917 — генерал-майор (с 22.09.1916 генерал-лейтенант) Кублицкий-Пиоттух, Франц Феликсович

## Начальники штаба
- 12.02.1910 — 24.09.1913 — полковник Скобельцын, Владимир Степанович
- 06.12.1913 — 23.06.1915 — полковник Марушевский, Владимир Владимирович
- 04.08.1915 — 26.01.1917 — и.д. полковник Шпилько, Григорий Андреевич
- 27.01.1915 — 25.04.1917 — полковник (с 02.04.1917 генерал-майор) Оноприенко, Александр Александрович